# 코닝 유리박물관

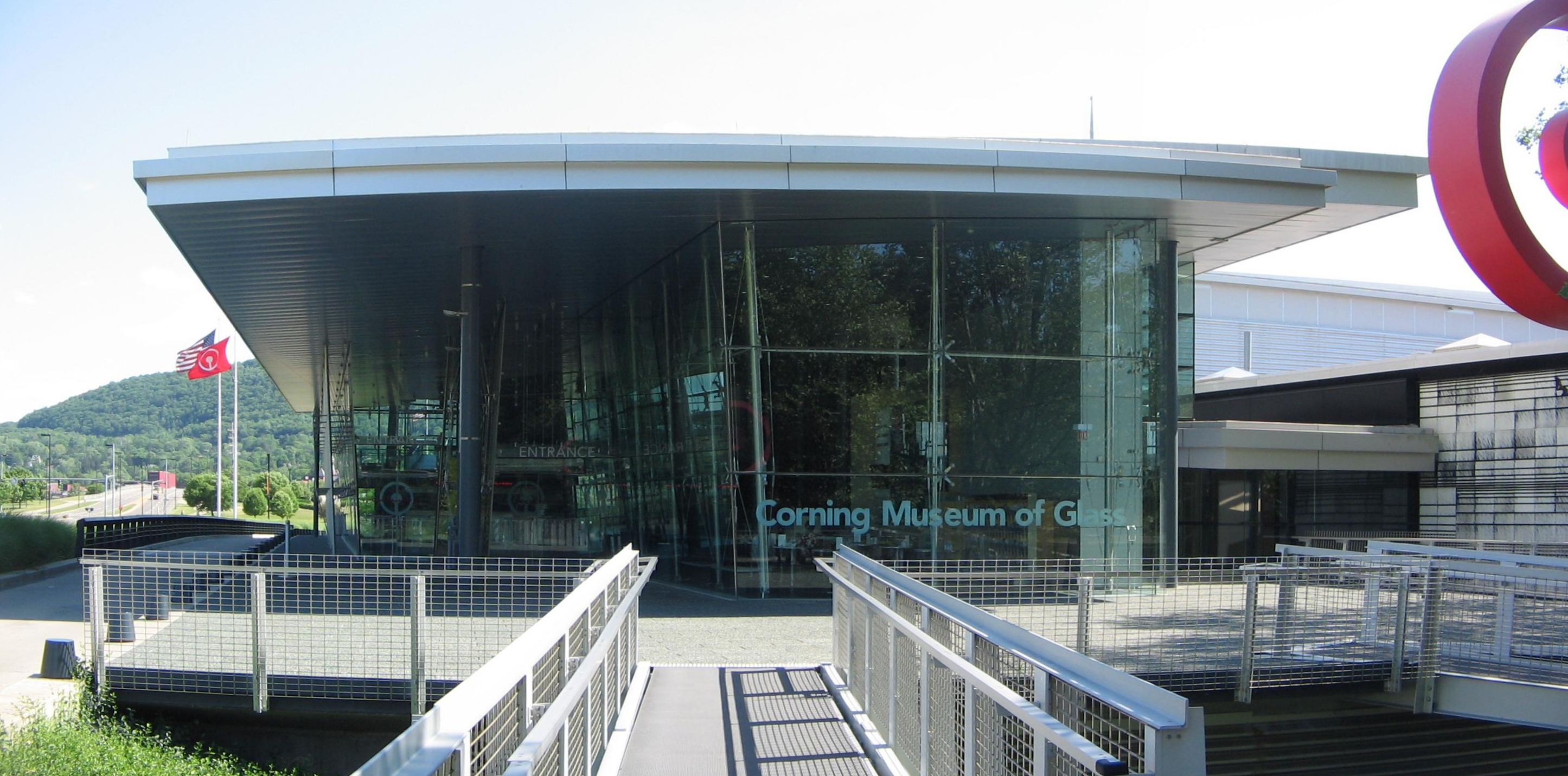
코닝 유리박물관

코닝 유리박물관(영어: Corning Museum of Glass)은 미국 뉴욕주 코닝에 있는 유리 박물관이다. 1950년 설립하여, 1951년 일반인들에게 공개하였고, 약 4만 5000여개의 작품이 전시되어 있다.